# Litocorsa antennata
Litocorsa antennata är en ringmaskart som beskrevs av Wolf 1986. Litocorsa antennata ingår i släktet Litocorsa och familjen Pilargidae.
Artens utbredningsområde är Mexikanska golfen. Inga underarter finns listade i Catalogue of Life.